# Тодор Кюркчиев
Тодор Иванов Кюркчиев е български политик от БКП.

## Биография
Роден е на 21 юни 1947 г. в Нова Загора. Завършва „електрически машини и апарати“ във Висшия машинно-електротехнически институт във Варна. В университета е секретар на Комсомолското дружество. От 1971 г. работи като конструктор в завод „Динамо“ в Сливен. Впоследствие е началник на бюро в базата за техническо развитие и началник на отдел за технически и качествен контрол в завода. През 1975 г. става секретар на Окръжния комитет на ДКМС в Сливен, а след това и първи секретар на комитета. От 1977 до 1981 г. е секретар на ЦК на ДКМС, отговарящ за проблемите на трудовата младеж. По същото време е член на Бюрото на Централния съвет на Българските професионални съюзи. От 1981 г. е секретар на Окръжния комитет на БКП в Сливен, а от 1986 г. е негов първи секретар. От 1986 до 1990 г. е кандидат-член на ЦК на БКП.